# Donato Menichella
Donato Menichella (Biccari, 23 gennaio 1896 – Roma, 23 luglio 1984) è stato un economista e dirigente d'azienda italiano. Fu direttore generale dell'IRI e governatore della Banca d'Italia.

## Biografia
Nasce il 23 gennaio 1896 a Biccari (Foggia). I genitori, Vincenzo e Irene Checchia, proprietari terrieri e agricoltori, decisero di vendere tutte le terre e di utilizzare il ricavato per far studiare i quattro figli, sia maschi che femmine: Annina, Donato, Eugenio e Rosa. Donato iniziò gli studi secondari al Collegio Ruggero Bonghi di Lucera e conseguì nel 1913 il diploma di ragioniere presso l'Istituto Pietro Giannone di Foggia. Nel 1920, dopo aver preso parte alla prima guerra mondiale, ufficiale di artiglieria in Albania, si laureò in Scienze sociali presso l'Istituto Cesare Alfieri di Firenze. Il 22 maggio del 1922 sposò Anita Moffa, figlia di Agostino farmacista e sindaco di Biccari, da cui avrà tre figli Vincenzo, Franco ed Irene. 
Dopo un breve periodo alle dipendenze dell'Istituto Nazionale per i cambi con l'estero (INCE), entra nel 1921 in Banca d'Italia dove, nel 1923, si occupa della liquidazione della Banca Italiana di Sconto (BIS). Dal 1924 lavora per la Banca Nazionale di Credito (BNC) e nel 1931, dopo la fusione tra BNC e Credito Italiano (Credit), segue gli affari industriali della nuova BNC e dirige la Società Finanziaria Italiana (SFI), che aveva rilevato le partecipazioni industriali di Credit.

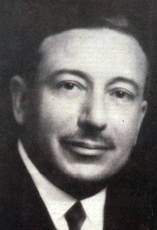
Alberto Beneduce: chiamò Menichella all'IRI

Nel 1933 viene chiamato all'Istituto per la Ricostruzione Industriale (IRI) dal presidente Alberto Beneduce e posto a capo della Sezione Smobilizzi Industriali. È il principale e più fidato collaboratore di Beneduce, prendendo di fatto il posto di quest'ultimo quando, nel 1936 a causa di problemi di salute, il presidente dell'IRI sarà costretto a ritirarsi. All'IRI il suo lavoro è decisivo per il salvataggio dell'economia italiana di quegli anni. Dal 1934 al 1944 è stato direttore generale dell'IRI e dà un contributo sostanziale alla preparazione della Legge bancaria del 1936, ribattezzata "riforma Menichella" e imperniata sul principio della separazione tra banca e impresa.
Nel 1946, su indicazione di Luigi Einaudi, Menichella assume l'incarico di Direttore generale della Banca d'Italia e nel 1947 (con la nomina di Einaudi a ministro del Bilancio nel quarto governo De Gasperi), le funzioni di Governatore della Banca d'Italia, al vertice della quale è nominato nel 1948.
Nel 1947 accompagna De Gasperi negli Stati Uniti, da dove tornarono con il prestito da 100 milioni di dollari necessario alla ricostruzione italiana.
La sua firma compare sulle banconote della Banca d'Italia da 500, 1.000, 5.000 e 10.000 lire.
Nel dicembre 1946 è tra i fondatori dell'Associazione per lo sviluppo dell'industria nel Mezzogiorno (SVIMEZ), che elabora l'idea di un "nuovo meridionalismo", fondato sull'intervento straordinario nel Mezzogiorno. Alla scadenza del Piano Marshall, e sull'esempio dell'americana Tennessee Valley Authority, Menichella suggerisce il progetto della Cassa per il Mezzogiorno (1950), intesa come agenzia temporanea destinataria delle disponibilità della Banca Mondiale a finanziare con prestiti in dollari programmi di investimenti nelle aree depresse del mondo.
Nel 1960, dopo aver contribuito al raggiungimento di prestigiosi traguardi economici internazionali (parità della lira secondo le disposizioni del Fondo Monetario Internazionale, Oscar del Financial Times per la migliore valuta alla lira e Oscar come migliore governatore centrale), si dimette dall'incarico di Governatore della Banca d'Italia. Riceverà il titolo di Governatore onorario dell'Istituto di emissione, dignità che in seguito sarà conferita ai governatori uscenti Paolo Baffi, Carlo Azeglio Ciampi e Mario Draghi.
Ultimo rappresentante di un'intera epoca della finanza e dell'amministrazione pubblica italiana, muore a Roma il 23 luglio 1984. Quattro giorni dopo di lui muore la moglie Anita.
A lui, nel 1986, la Banca d'Italia intitola una prestigiosa borsa di studio e, nel 1999, il centro operativo di Vermicino, nel comune di Frascati (RM).

## Testimonianze
- La legge che, istituendo nel 1950 l'intervento straordinario, diede avvio ad una nuova politica meridionalistica, è essenzialmente opera di Donato Menichella. Il testo fu redatto nel suo ufficio di governatore della Banca d'Italia con l'assistenza di Francesco Giordani, che era stato presidente dell'IRI al tempo in cui Menichella ne era stato direttore. (Pasquale Saraceno, Corriere della sera 6 marzo 1990)
- Luigi Einaudi ha anche il merito di aver scelto subito come direttore generale un uomo che veniva dall'IRI: Donato Menichella. Con il quale lavora in sintonia perfetta e al quale lascia nel 1948 il timone della banca. Donato Menichella, che si meritò per la sua capacità del non apparire il nomignolo di "governatore-ombra", è il protagonista, dal punto di vista della Banca d'Italia, delle vicende della ricostruzione, con la gestione dei fondi del Piano Marshall e di tutto il processo espansivo dell'apparato produttivo italiano fino alle soglie del "miracolo". Un tempo di prezzi stabiliti e di bilanci positivi, con la lira che si avvia a diventare una moneta forte. Anche il tempo di apertura all'Europa che porterà alla CEE, della Cassa del Mezzogiorno, dell'esplosione siderurgica con l'attuazione del Piano Sinigaglia, dell'Eni di Enrico Mattei. Tutte cose che accadono sotto la sua attenta vigilanza. E non c'è dubbio che Donato Menichella sviluppi una sua accorta politica monetaria. Ma lo fa senza ricorrere a strumenti canonici […]. Si parla oggi della grande autorità morale e di una straordinaria capacità di persuasione, con cui riusciva a far fare agli altri, alle grandi banche, le operazioni che riteneva opportune. […]. Sempre fedele al principio che un governatore della Banca d'Italia non deve farsi vedere, non deve parlare, deve rimanere per il pubblico il grande sconosciuto; finito il suo compito deve escludersi da ogni attività. (Franco Vegliani, Successo, gennaio 1980)
- …Mio padre era uno "specialista dell'autoriduzione". Autoridusse il suo stipendio nell'anteguerra a meno della metà. Non ritirò, quando fu reintegrato all'IRI, due anni e mezzo di stipendio; al presidente Paratore rispose: 'Dall'ottobre 1943 al febbraio 1946 non ho lavorato!'. Fissò il suo stipendio nel dopoguerra a meno della metà di quanto gli veniva proposto; lo mantenne sempre basso. Se il decoro del grado si misura dallo stipendio, agì in modo spudoratamente indecoroso! Il 23 gennaio 1966, al compimento del settantesimo anno, chiese ed ottenne che gli riducessero il trattamento di quiescenza, praticamente alla metà, giustificandosi così: 'Ho verificato che da pensionato mi servono molti meno danari!'. Ai figli ha lasciato un opuscolo dal titolo: 'Come è che non sono diventato ricco', documentandoci, con atti e lettere, queste ed altre rinunce a posti, prebende e cariche. Voleva giustificarsi con noi: 'Vedete i denari non me li sono spesi con le donne; non ci sono, e perciò non li trovate, perché non li ho mai presi!' Mia madre (gli voleva molto bene) ha sempre accettato, sia pure con rassegnazione, tali sue peregrine iniziative (anche quando dovemmo venderci la casa e consumare l'eredità di lei); però ogni tanto ci faceva un gesto toccandosi la testa, come a dire: 'Quest'uomo non è onesto, è da interdire' poi sorrideva e si capiva che era orgogliosa di lui. (Vincenzo Menichella, Roma, "Giornata Menichella", 23 gennaio 1986)